# Ключ 50
| 巾                     | 巾          | 巾          |
| ---------------------- | ----------- | ----------- |
| 49                     | 50          | 51          |
| Піньінь:               | jīn         | jīn         |
| Чжуїнь:                | ㄐㄧㄣ      | ㄐㄧㄣ      |
| Вейд-Джайлз:           | chin1       | chin1       |
| Ютпхін:                | gan1        | gan1        |
| Он:                    |             |             |
| Кун:                   |             |             |
| Кандзі:                | 巾 haba     | 巾 haba     |
| Хун:                   | 수건 sugeon | 수건 sugeon |
| Им:                    | 건 geon     | 건 geon     |
| Індекс у Вікісловнику: | 巾          | 巾          |

Ключ 50 — ієрогліфічний ключ, що означає шарф і є одним із 31 (загалом існує 214) ключа Кансі, що складаються з трьох рисок.
У Словнику Кансі 295 символів із 40 030 використовують цей ключ.

## Символи, що використовують ключ 50

Як писати ієрогліф.

| кількість рисок | ієрогліфи                           |
| --------------- | ----------------------------------- |
| без додаткових  | 巾                                  |
| 1 додаткова     | 巿 帀 币                            |
| 2 додаткові     | 市 布 帄 帅                         |
| 3 додаткові     | 帆 帇 师                            |
| 4 додаткові     | 帉 帊 帋 希 帍 帎 帏 帐             |
| 5 додаткових    | 帑 帒 帓 帔 帕 帖 帗 帘 帙 帚 帛 帜 |
| 6 додаткових    | 帝 帞 帟 帠 帡 帢 帣 帤 帥 带 帧    |
| 7 додаткових    | 帨 帩 帪 師 帬 席 帮 帯 帰 帱       |
| 8 додаткових    | 帲 帳 帴 帵 帶 帷 常 帹 帺 帻 帼    |
| 9 додаткових    | 帽 帾 帿 幀 幁 幂 幃 幄 幅 幆 幇 幉 |
| 10 додаткових   | 幊 幋 幌 幍 幎 幏 幐                |
| 11 додаткових   | 幈 幑 幒 幓 幔 幕 幖 幗 幘 幙 幚 幛 |
| 12 додаткових   | 幜 幝 幞 幟 幠 幡 幢 幣 幤 幥       |
| 13 додаткових   | 幦 幧 幨 幩                         |
| 14 додаткових   | 幪 幫 幬                            |
| 15 додаткових   | 幭 幮 幯                            |
| 16 додаткових   | 幰                                  |
| 17 додаткових   | 幱                                  |